# Carnaubapalme
Die Carnaubapalme (Copernicia prunifera) ist eine Pflanzenart aus Gattung Copernicia innerhalb der Familie der Palmengewächse (Arecaceae). Sie ist in Brasilien verbreitet. Aus dem Wachs ihrer Blätter wird das Carnaubawachs gewonnen.

## Beschreibung

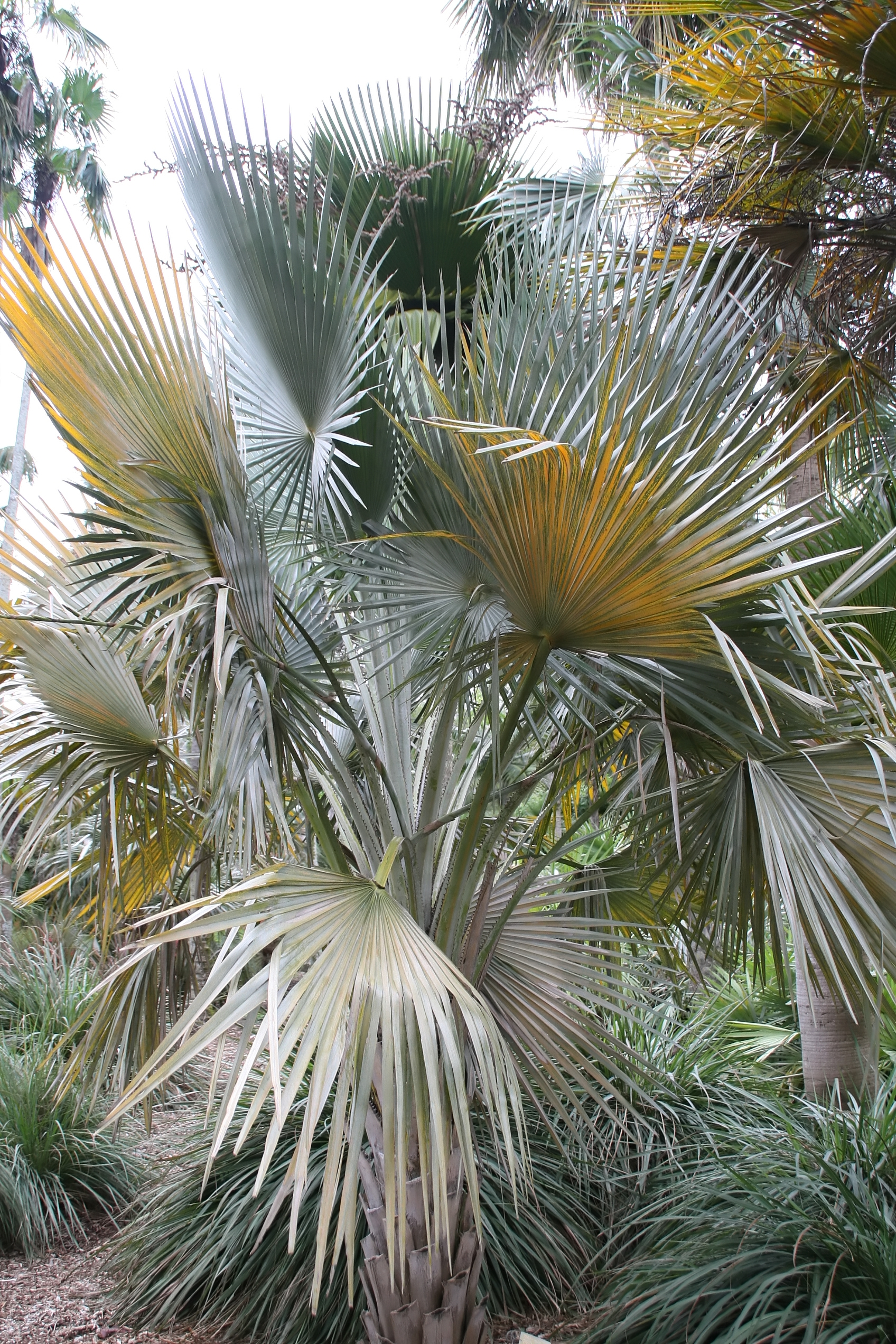
Habitus und Blätter eines jungen Exemplars

### Vegetative Merkmale
Die Palmen können bis 200 Jahre alt werden. Der gräuliche Stamm ausgewachsener Pflanzenexemplare erreicht Höhen von 15 Metern, in Kultur selten 10 Metern; der Durchmesser beträgt 25 Zentimeter. Die spiralig angeordneten, knopfartigen Blattbasenreste bleiben häufig im unteren Bereich des Stammes erhalten. Die Blattkrone ist voll und bei einer Höhe sowie Breite von bis zu 5 Metern rund. Die fächerförmigen Blätter sind 1,5 Meter breit und kreisrund. Der knapp 1 Meter lange Blattstiel ist mit starken Zähnen bewehrt. Die Spreite ist bis zur Hälfte in viele linealische, steife Segmente zerteilt. Die Blätter sind tief gelbgrün bis blaugrün; beide Seiten sind mit Wachs überzogen, die Unterseite stärker.

### Generative Merkmale
Der etwa 2 Meter lange, schmale rispige Blütenstand reicht deutlich über die Blattkrone hinaus. Die zwittrigen Blüten sind gelblich-braun und dreizählig.
Die ovoiden, einkernigen, bitteren Beeren-Früchte sind etwa 2,5 Zentimeter dick, sind jung grün und reif blau-violett bis schwarz.

## Vorkommen
Die Carnaubapalme ist in den nördlichen über nordöstlichen bis südöstlichen brasilianischen Bundesstaaten Alagoas, Bahia, Ceará, Maranhão, Paraíba, Pernambuco, Piauí, Rio Grande do Norte, Sergipe sowie Tocantins verbreitet. In Trinidad-Tobago ist sie ein Neophyt.
Sie wächst in tiefgelegenen, vom Monsun beeinflussten Gebieten, vor allem entlang von Flüssen und an Seen.

## Taxonomie
Die Erstveröffentlichung erfolgte 1768 unter dem Namen ([Basionym]) Palma prunifera durch Philip Miller in Gardeners Dictionary, 8. Auflage, Nr. 7. Die Neukombination zu Copernicia prunifera (Mill.) H.E.Moore wurde 1963 durch Harold Emery Moore in Gentes Herbarum; Occasional Papers on the Kinds of Plants, Band 9, Seite 242 veröffentlicht. Weitere Synonyme für Copernicia prunifera (Mill.) H.E.Moore sind Corypha cerifera Arruda, Copernicia cerifera (Arruda) Mart. und Arrudaria cerifera (Arruda) Macedo.

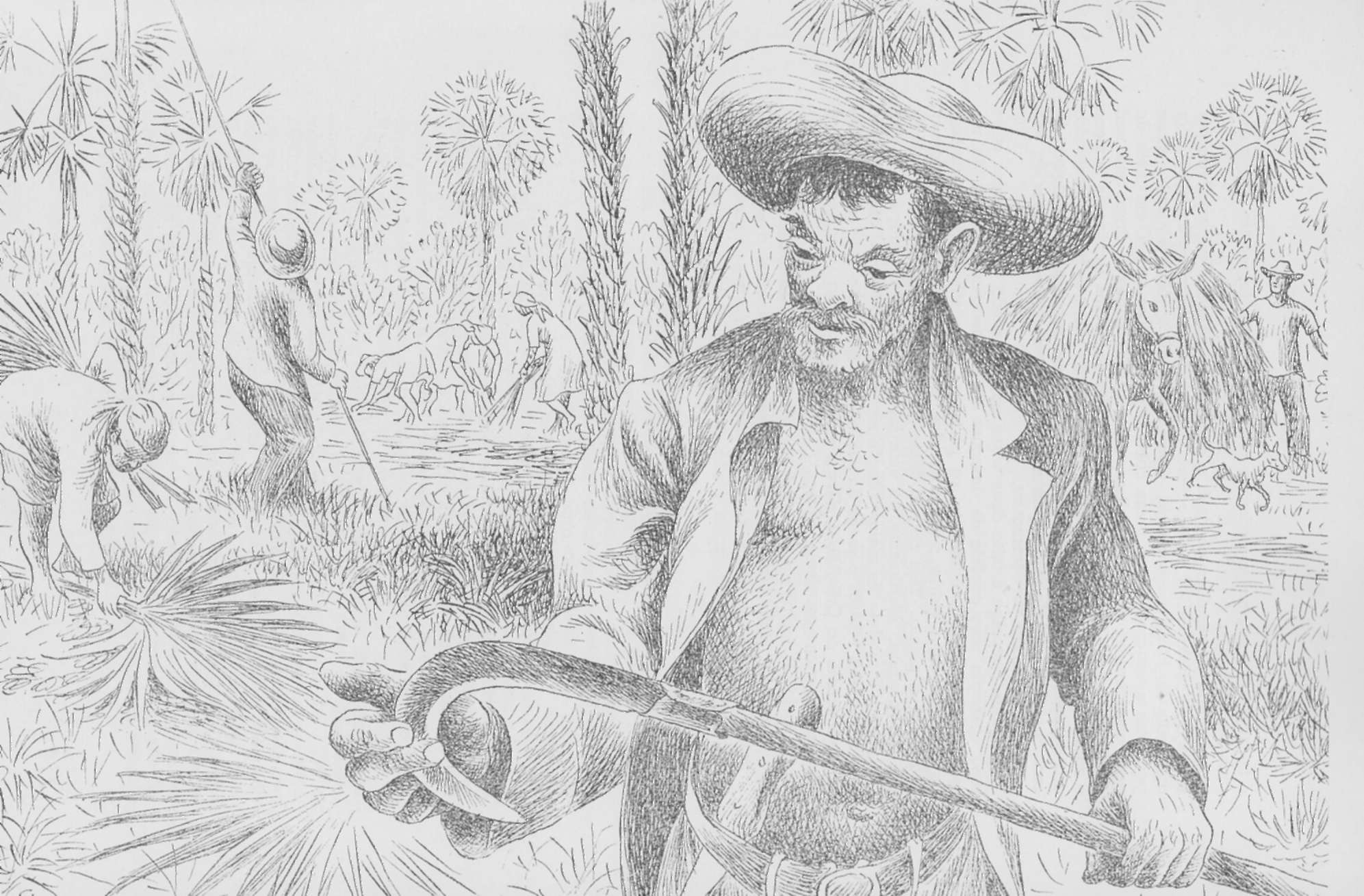
Ernte der Blätter

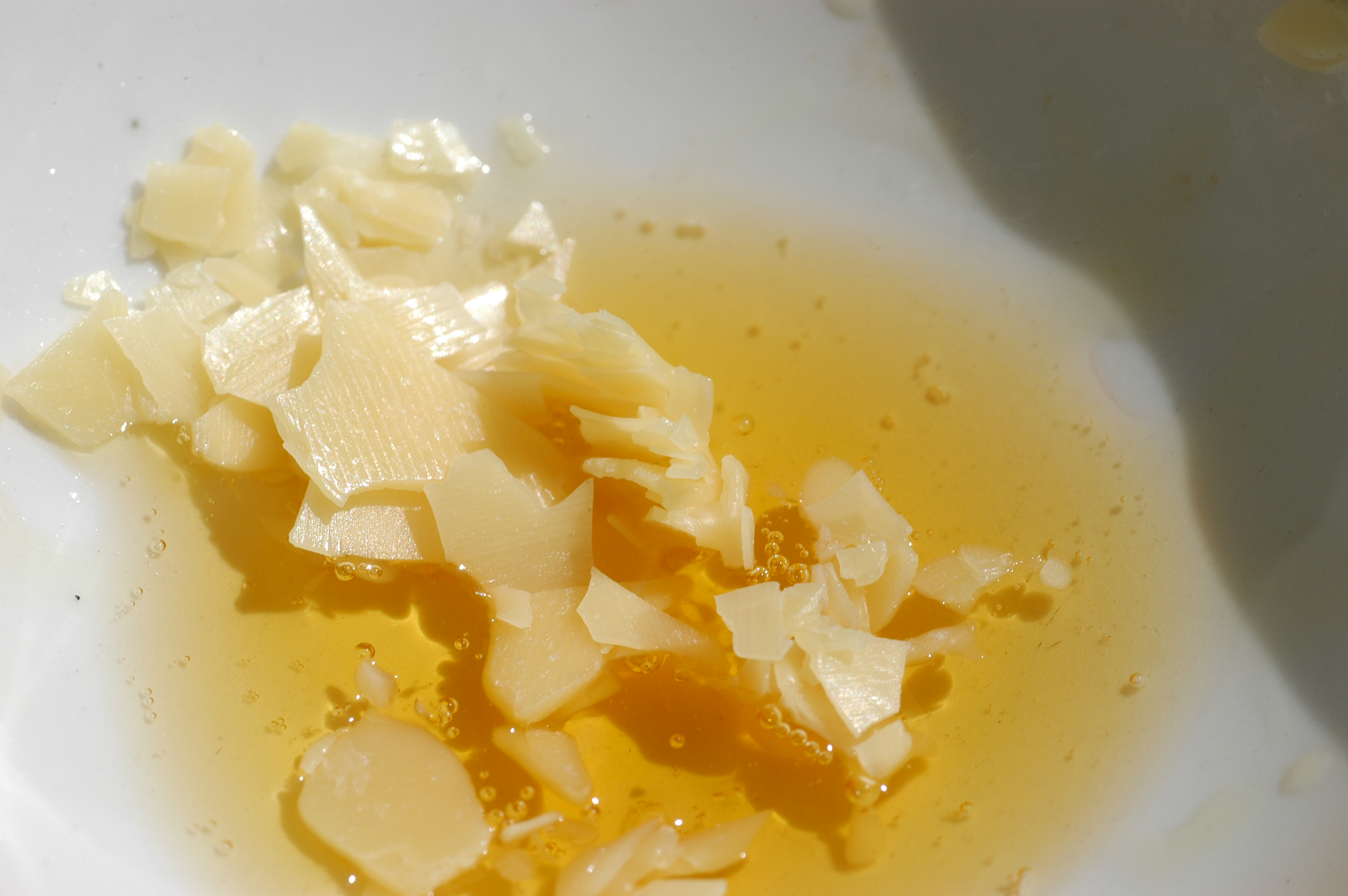
Carnaubawachs, teilweise geschmolzen

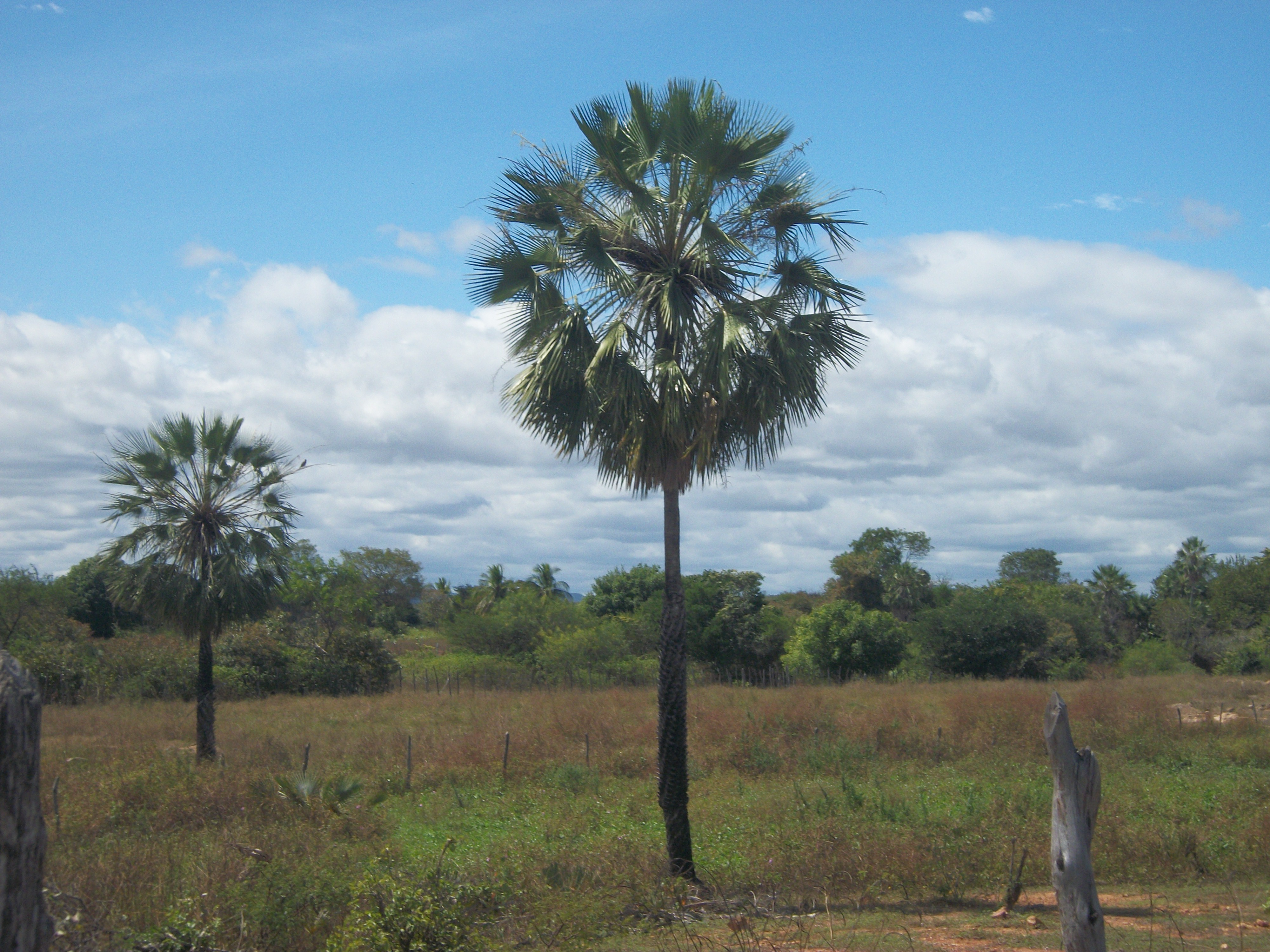
Habitus

## Nutzung
Das Wachs der Blätter wird geerntet. Die Carnaubapalme wird wenig kultiviert. In der Trockenzeit werden sechs bis acht Blätter abgeschnitten. Dies kann am besten zwei, höchsten dreimal pro Jahr durchgeführt werden, der Abstand dazwischen sollte 80 Tage betragen, wird dies öfters gemacht, wird das Pflanzenexemplar geschädigt. Die Blätter werden auf Matten getrocknet, wodurch die Wachsschuppen sich lockern. Durch Klopfen und Schaben wird das Wachs von den Blättern getrennt. Pro Blatt werden etwa 5 bis 8 g Wachs gewonnen, das ergibt pro Baum und Jahr 120 bis 160 g.
Die Blätter können zum Weben und Dachdecken verwendet werden, auch die Blattfasern (Bagana, Palha) und das Holz werden verwendet. Die Pulpe aus dem Stamm-Mark wird extrahiert und getrocknet, um Carnauba-Mehl zu produzieren, das weitgehend von den Einheimischen verwendet wird. Speiseöl kann aus den Samen gewonnen werden, die auch essbar sind. Die Früchte können als Viehfutter verwendet werden oder können auch zu Gelee verarbeitet werden. Wenn geröstet, werden die Früchte gemahlen und gebraut und als Kaffee-Ersatz verwendet. Die Palmherzen können als Gemüse gegessen werden.